# لوكاس كونتورو
لوكاس كونتورو (بالإسبانية: Lucas Cantoro)‏ هو لاعب كرة قدم أرجنتيني في مركز الهجوم، ولد في 3 أبريل 1979 في بوينس آيرس في الأرجنتين. لعب مع فيليز سارسفيلد وكوسينزا كالشيو ونادي بادوفا ونادي بيزا ونادي راسينغ مونتيفيديو ونادي فوجيا ونادي مونزا.